# القارات في العصر الجوراسي
منذ عقود من الزمن قبل 205 مليون سنة كانت القارات عبارة عن كتلة واحدة وسمي هذا العصر بالعصر الجوراسي (jurassique) ثم أخذت في التباعد خلال العصور الأخرى حتى وصلت إلى عصر الهولوسين (holocène) كما هي حالتها الآن. وقد أثبتت بعض الإحصائيات العلمية أن القارات تتزحزح عن بعضها البعض ب 1.25 سنتيمتر خلال السنة. ونظراً للظواهر الباطنية والخارجية للكرة الأرضية من الممكن أن تعود القارات كتلة واحدة في العقود الزمنية القادمة.

## وصلات خارجية
- سادة البحار الجوراسية من مجلة العلوم الأمريكية - النسخة العربية